# Eletrobrás
Eletrobrás es el órgano del gobierno brasileño responsable de la generación y distribución de la energía eléctrica en todo el territorio nacional.

## Historia
Creada inicialmente para coordinar todas las empresas del sector eléctrico, la reestructuración del sector redujo las responsabilidades de la empresa con la creación de la Aneel, ONS y CCEE.
Tiene como empresas secundarias a:
- Eletrobras Amazonas GT
- Eletronorte
- Electrobras Chesf
- Electrobras CGTEE
- Electrobras Cepel
- Eletronuclear
- Eletrosul
- Eletrobras Furnas
- Itaipu Binacional

La Eletrobrás posee el 50% de Itaipú Binacional.